# Hans Rytterström
Hans Rytterström född 1951, är en svensk låtskrivare (Kompositör, sångtextförfattare). 
Hans skrev en hel del hitlåtar under 1980- och början av 1990-talet, mest känd är nog låten "Älskar, älskar inte" en av Streaplers större hits och "Det här är bara början än" med Lasse Stefanz.
Hans Rytterström var också svensk dansbandssångare i egna dansbandet Hans Rytterströms orkester. Bandet upphörde i början av 2000-talet och Hans har efter flera års uppehåll från musiken bildat ett nytt band, Rytterströms. 

## Låtar skrivna av Hans Rytterström
- Älskar, älskar inte
- Det här är bara början än
- Klappar ditt hjärta bara för mig
- Hela, hela dig
- Aldrig, aldrig mer
- Det handlar om mig
- Hallå, slå en signal